# UFC Fight Night: Costa vs. Vettori
UFC Fight Night: Costa vs. Vettori (también conocido como UFC Fight Night 196 y UFC on ESPN+ 54) fue un evento de artes marciales mixtas producido por Ultimate Fighting Championship que tuvo lugar el 23 de octubre de 2021 en las instalaciones del UFC Apex en Enterprise, Nevada, parte del área metropolitana de Las Vegas, Estados Unidos.

## Antecedentes
Un combate de peso medio entre los ex aspirantes al Campeonato de Peso Medio de la UFC Paulo Costa y Marvin Vettori encabezó el evento. En los días previos al evento, el combate se cambió a un peso de captura de 195 libras y luego a peso semipesado debido a problemas de corte de peso de Costa. Como resultado, perdió el 20% de su bolsa de combate en favor de Vettori.
Aaron Phillips y Kris Moutinho estaba programado para el combate de peso gallo en el evento. Sin embargo, a mediados de septiembre, Moutinho fue retirado del combate por razones no reveladas y fue sustituido por Jonathan Martinez. A su vez, Philips se retiró del combate por enfermedad. Con tres días de antelación, el recién llegado a la promoción Zviad Lazishvili entró como sustituto.
Un combate de peso wélter entre Dwight Grant y Gabriel Green estuvo brevemente vinculado al evento. Sin embargo, Green fue retirado del combate a finales de septiembre por razones no reveladas y fue sustituido por Francisco Trinaldo.
En un principio se esperaba un combate de peso medio entre Jamie Pickett y Laureano Staropoli en UFC Fight Night: Dern vs. Rodriguez, pero se trasladó a este evento después de que uno de los entrenadores de Pickett diera positivo en las pruebas de COVID-19.
En el evento se esperaba la revancha de peso ligero entre Alan Patrick y Mason Jones. La pareja se enfrentó previamente en UFC Fight Night: Rozenstruik vs. Sakai, que terminó en un no contest cuando un golpe accidental en el ojo hizo que Patrick no pudiera continuar. Sin embargo, Patrick se retiró del combate y fue sustituido por el recién llegado David Onama.

## Resultados
1. ↑  A Costa se le descontó 1 punto en el segundo asalto por un golpe en el ojo.
2. ↑  A Choi se le descontó 1 punto en el primer asalto por un rodillazo ilegal.
3. ↑  A Trinaldo se le descontó 1 punto en el tercer asalto por repetidos golpes en los ojos.

## Premios de bonificación
Los siguientes luchadores recibieron bonificaciones de 50000 dólares.
- Pelea de la Noche: Gregory Rodrigues vs. Jun Yong Park
- Actuación de la Noche:  Marvin Vettori y Alex Caceres